# 岩村百合子
岩村 百合子（いわむら ゆりこ、1954年8月1日 - ）は、大阪府出身の元女優。
本名同じ。身長153cm。

## 出演作品

### テレビドラマ
- 近鉄金曜劇場（ABC）
  - 羽衣富士（1965年）
  - 愛とこころのシリーズ（1966年）
    - この生命ある限り
    - 海のない町
- 悦ちゃん（1965年 - 1966年、ABC） - 主演
- 新選組血風録 第19話「あかね雲」（1965年、NET） - おしづ
- 忍者ハットリくん（1966年、NET） - ミミ
- にっぽん道中記 第7話（1966年、KTV）
- 仮面の忍者 赤影（KTV）
  - 第3話「逆襲蟇法師」（1967年） - お雪
  - 第24話「いかるが兄妹」、第25話「悪魔の鐘」（1967年） - 若葉
  - 第44話「顔のない忍者」、第45話「岩石怪物ガガラ」（1968年） - 梢
- 俺は用心棒（NET）
  - 第1作 第7話「蒼い獸たち」（1967年）
  - 第4作 第22話「掟」（1969年）
- 銭形平次 (大川橋蔵)（CX）
  - 第56話「母娘流し」（1967年）
  - 第310話「死ね! 八五郎」（1972年）
- 素浪人 月影兵庫 第2シリーズ 第47話「あなたと呼べない仲だった」（1967年、NET）
- 西陣物語（1968年、KTV）
- 待っていた用心棒 第23話「花嫁御寮の夢」（1968年、NET）
- 海の次郎丸 第14、17 - 20話（1968年、TBS）
- 旅がらすくれないお仙 第26話「もっと、可愛がって」（1969年、NET）
- あゝ忠臣蔵（1969年、KTV） - かよ
- 銀河ドラマ / 天使の羽根（1969年、NHK） - 立花日出子
- 緋剣流れ星お蘭 第3話「あいてが上よ!」（1969年、NET）
- 素浪人 花山大吉 第47話「夜になるほど強かった」（1969年、NET)
- ナショナル劇場（TBS）
  - 水戸黄門 第1部 第18話「じゃじゃ馬ならし」（1969年） - 千代
  - 大岡越前
    - 第1部 第21話「夢を慕う女」（1970年） - 女中
    - 第2部 第7話「燃える牢獄」（1971年） - おしづ
- 天を斬る 第16話「氷雨の宿」（1970年、NET） - おしん
- あなたの劇場 / 裁きの家（1970年、KTV） - 吉井セキ子
- 遠山の金さん捕物帳 第5話「夢を慕う女」（1970年、NET） - お恵
- 徳川おんな絵巻 第11話「女は度胸で勝負する」、第12話「女のいくさ」（1970年、KTV）
- 軍兵衛目安箱 第7話「十三両の金」（1971年、NET） - おせつ
- 清水次郎長 第4話「赤城の山と富士の山」（1971年、CX）
- 女人平家 第14話「風たちぬ」、第15話「慟哭」（1972年、ABC）
- 江戸巷談 花の日本橋 第21話「初恋八百屋お七」、第22話「燃える女」（1972年、KTV）
- 木枯し紋次郎 第1部 第14話「水神祭に死を呼んだ」（1972年、CX） - お美和
- 明智探偵事務所 第5話「望郷怨歌」（1972年、NHK）
- 忍法かげろう斬り 第20話「くの一と大盗賊」（1972年、CX） - お雪
- うちの兄嫁（1972年、KTV）
- あおによし（1972年 - 1973年、NHK）

### 映画
- めくらのお市 地獄肌（1969年、松竹） - お京
- 五人の賞金稼ぎ（1969年、東映） - チエ